# African-American Music Appreciation Month
L'African-American Music Appreciation Month ou Mois de la reconnaissance de la musique afro-américaine est une célébration officielle des États Unis de la musique afro-américaine, invitant notamment les enseignants à attirer l'attention de leurs élèves sur la contribution de cette musique à la culture américaine. 

## Histoire
Le président des États-Unis, Jimmy Carter décrète  le 7 juin 1979 qu'au mois de juin de chaque année sera célébré le National Black Music Month /Mois de la musique noire nationale, connu sous le nom de Black Music Month /Mois de la musique noire,,.
Le 2 juin 2009 le Président des États-Unis Barak Obama, renomme par une proclamation le National Black Music Month l'African-American Music Appreciation Month.
Comme le rappelle la résolution H.Res.509 de la 106° session du Congrès des États-Unis, ce mois est une invitation à la population américaine à étudier la musique afro-américaine, de l'étudier et de reconnaître sa contribution à la culture.